# An Mein Volk

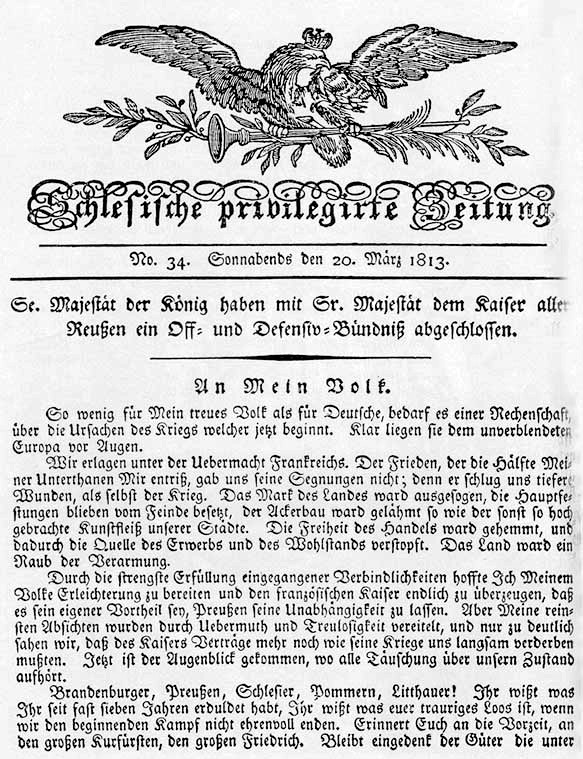
Odezwa An Mein Volk

An Mein Volk (pol. Do mego ludu) − odezwa wydana przez króla Prus, Fryderyka Wilhelma III, 17 marca 1813 roku we Wrocławiu, skierowana do jego podanych, "Prusaków i Niemców", apelująca o włączenie się społeczeństwa do walki przeciw Napoleonowi. Odezwa została wydana pod naciskiem pruskich liberałów i stanowiła pierwszy dokument w historii Prus skierowany bezpośrednio do ludu. Odezwę zredagował Theodor Gottlieb von Hippel Młodszy i opublikował w „Schlesische Zeitung” 20 marca 1813 r.

## Treść odezwy
W odezwie król Fryderyk Wilhelm III poinformował Brandenburczyków, Prusaków, Ślązaków, Pomorzan i Litwinów znoszących cierpliwie od siedmiu lat swój ciężki los po wojnie, która nie zakończyła się chwalebnie, że rozpoczyna się kolejny konflikt. Nowa wojna zadecyduje o ich dalszej egzystencji, niepodległości i dobrobycie, pozostaje im zatem wybór między chwalebnym pokojem a zagładą. Odwołując się do patriotyzmu poddanych, władca wzywał do wspólnej wojny o wyzwolenie spod obcych władców, wierząc, że Bóg, wytrwałość, męstwo i pomoc sojuszników pozwolą osiągnąć zwycięstwo. Fryderyk Wilhelm III nie złożył żadnych obietnic politycznych, a jedynie zapowiedział zwycięstwo, gdyż wojna będzie się toczyć w sojuszu z Rosją i całą Rzeszą, a po jej zakończeniu nastąpi pełen chwały pokój i nawrót szczęśliwych czasów.